# ФК „Голд Коуст Юнайтед“
„Голд Коуст Юнайтед“ е австралийски футболен клуб. Той е създаден в края на 2008 г. Клубът се разпада през 2012. За отбора са играли играчи като Джейсън Кулина, Джес ван Стратен, бразилците Робсон Алвеш, Андерсон да Силва, Джеферсън де Соуза Пинто и Милсон дос Сантос.